# AS-19 (lek)
AS-19 je supstanca koja deluje kao potentan agonist 57 receptora, sa 50 od 0,83 nM. On poništava amneziju indukovanu lekovima kao što su skopolamin i dizocilpin i poboljšava dogotrajnu memoriju, ali inhibira formiranje kratkotrajne memorije.